# Kompott

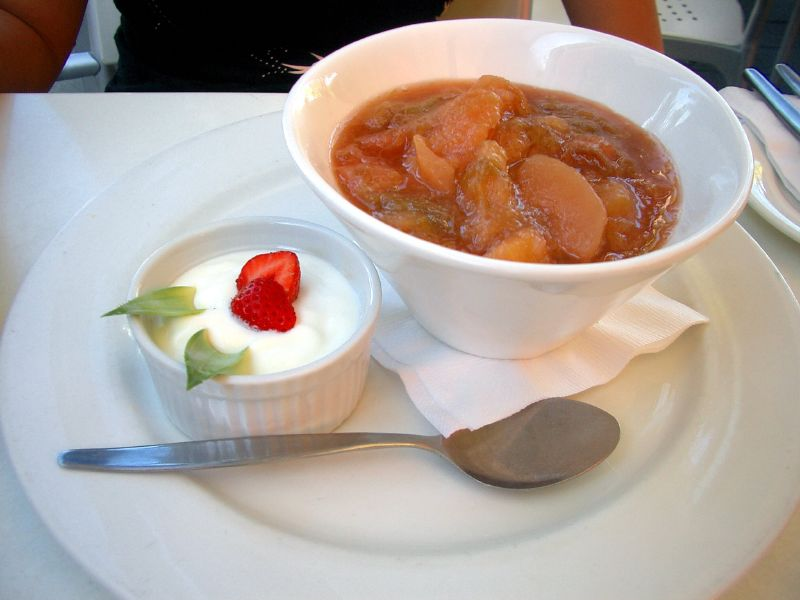
Kompott med äpple och rabarber samt en skål med vispad grädde.

Kompott (franska compote - blandning) är en söt maträtt av frukt eller bär som kokas tillsammans med socker varvid hela eller delar av frukten finns kvar efter tillagningen. Rätten har gamla anor och har periodvis varit mycket populär. Vanliga tillbehör är vispad grädde eller vaniljsås. Förutom sockret tillsätts ofta stärkelse, men även alkohol av olika fabrikat förekommer. Rätten liknar saftkräm, men innehåller större bitar.
Vanliga varianter är
- aprikoskompott
- björnbärskompott
- blåbärskompott
- dadelkompott
- fruktkompott
- hallonkompott
- hjortronkompott
- jordgubbskompott
- krusbärskompott
- körsbärskompott
- persikokompott
- plommonkompott
- päronkompott
- rabarberkompott
- äppelkompott